# Horikawa
Horikawa (japonsky 堀河天皇, Horikawa-tennó, 8. srpna 1079 – 9. srpna 1107) byl sedmdesátý třetí císař Japonska v souladu s tradičním pořadím posloupnosti. Vládl od 3. ledna 1087 do své smrti 9. srpna 1107.
Princ, jehož osobní jméno (imina) před nástupem na Chryzantémový trůn znělo Taruhito (善仁親王), byl třetím synem 72. císaře Širakawy a císařovny Kenši Fudžiwary (1057─1084).

## Životopis
Poté co se princ Taruhito stal korunním princem a následovníkem, usedl po abdikaci svého otce císaře Širakawy 3. ledna 1087 na Chryzantémový trůn. Vrchní rádce jeho otce Morozane Fudžiwara se stal regentem a Horikawova vláda coby císaře byla zastíněna klášterním císařstvím jeho otce. Horikawa se v době své vlády věnoval zejména vzdělanosti, poezii waka a hudbě. 
Po smrti císařovy manželky Iši Fudžiwary (藤原苡子) v roce 1103 se výchovy Horikawova syna prince Munehita (宗仁親王) ujal bývalý císař Širakawa. Munehito posléze usedl na Chryzantémový trůn a později se stal císařem Tobou.
Císař Horikawa zemřel 9. srpna 1107 ve věku 28 let. Je jedním ze sedmi císařů, kteří jsou pochováni v okrsku zvaném Sedm císařských hrobek v chrámu Rjóandži v severozápadním Kjótu. Tradičně je uctíván v pamětní šintoistické svatyni Noči no Jenkjó-dži no misasagi, kterou Úřad pro záležitosti japonského císařského dvora stanovil jako Horikawovo mauzoleum.

## Rodina
Císařský princ Taruhito neboli císař Horikawa měl 6 manželek, s nimiž zplodil 6 dětí, asi 2 syny a 4 dcery. Jeho prvorozený syn, císařský princ Munehito (宗仁親王), se posléze stal císařem Tobou.